# UEFA Champions League slutspil 2016-17
Slutspillet i UEFA Champions League 2016-17 startede den 14. februar 2017 og slutter den 3. juni 2017 med finalen på Millennium Stadium i Cardiff, Wales, som vil afgøre vinderen af UEFA Champions League 2016-17. I alt 16 hold konkurrerer i knockout-fasen.

## Kvalificerede hold
| Gruppe | Vindere (Seedet i ottendedelsfinaler) | Toere (Useedet i ottendedelsfinaler) |
| ------ | ------------------------------------- | ------------------------------------ |
| A      | Arsenal                               | Paris Saint-Germain                  |
| B      | Napoli                                | Benfica                              |
| C      | Barcelona                             | Manchester City                      |
| D      | Atlético Madrid                       | Bayern München                       |
| E      | Monaco                                | Bayer Leverkusen                     |
| F      | Borussia Dortmund                     | Real Madrid                          |
| G      | Leicester City                        | Porto                                |
| H      | Juventus                              | Sevilla                              |

## Ottendedelsfinaler

### Sammendrag
| Hold 1              | Samlet  | Hold 2            | 1. kamp | 2. kamp |
| ------------------- | ------- | ----------------- | ------- | ------- |
| Manchester City     | 6–6 (u) | Monaco            | 5–3     | 1–3     |
| Real Madrid         | 6–2     | Napoli            | 3–1     | 3–1     |
| Benfica             | 1–4     | Borussia Dortmund | 1–0     | 0–4     |
| Bayern München      | 10–2    | Arsenal           | 5–1     | 5–1     |
| Porto               | 0–3     | Juventus          | 0–2     | 0–1     |
| Bayer Leverkusen    | 2–4     | Atlético Madrid   | 2–4     | 0–0     |
| Paris Saint-Germain | 5–6     | Barcelona         | 4–0     | 1–6     |
| Sevilla             | 2–3     | Leicester City    | 2–1     | 0–2     |

### Kampe
| 21. februar 2017 20:45 |

| Manchester City                                          | 5–3     | Monaco                           |
| -------------------------------------------------------- | ------- | -------------------------------- |
| - Sterling 26' - Agüero 58', 71' - Stones 77' - Sané 82' | Rapport | - Falcao 32', 61' - Mbappé 40' · |

| City of Manchester Stadium, Manchester Tilskuere: 53.351 Dommer: Antonio Mateu Lahoz (Spanien) |

| 15. marts 2017 20:45 |

| Monaco                                   | 3–1     | Manchester City |
| ---------------------------------------- | ------- | --------------- |
| - Mbappé 8' - Fabinho 29' - Bakayoko 77' | Rapport | Sané 71' ·      |

| Stade Louis II, Monaco Tilskuere: 15.700 Dommer: Gianluca Rocchi (Italien) |

6–6 sammenlagt. Monaco vandt på reglen om udebanemål.
| 15. februar 2017 20:45 |

| Real Madrid                              | 3–1     | Napoli       |
| ---------------------------------------- | ------- | ------------ |
| - Benzema 18' - Kroos 49' - Casemiro 54' | Rapport | Insigne 8' · |

| Santiago Bernabéu, Madrid Tilskuere: 78.000 Dommer: Damir Skomina (Slovenien) |

| 7. marts 2017 20:45 |

| Napoli      | 1–3     | Real Madrid                                      |
| ----------- | ------- | ------------------------------------------------ |
| Mertens 24' | Rapport | - Ramos 52' - Mertens 57' (sm.) - Morata 90+1' · |

| Stadio San Paolo, Napoli Tilskuere: 56.695 Dommer: Cüneyt Çakır (Tyrkiet) |

Real Madrid vandt 6–2 sammenlagt.
| 14. februar 2017 20:45 |

| Benfica       | 1–0     | Borussia Dortmund |
| ------------- | ------- | ----------------- |
| Mitroglou 48' | Rapport |                   |

| Estádio da Luz, Lissabon Tilskuere: 55.124 Dommer: Nicola Rizzoli (Italien) |

| 8. marts 2017 20:45 |

| Borussia Dortmund                       | 4–0     | Benfica |
| --------------------------------------- | ------- | ------- |
| - Aubameyang 4', 61', 85' - Pulisic 59' | Rapport |         |

| Westfalenstadion, Dortmund Tilskuere: 65.849 Dommer: Martin Atkinson (England) |

Borussia Dortmund vandt 4–1 sammenlagt.
| 15. februar 2017 20:45 |

| Bayern München                                                | 5–1     | Arsenal       |
| ------------------------------------------------------------- | ------- | ------------- |
| - Robben 11' - Lewandowski 53' - Thiago 56', 63' - Müller 88' | Rapport | Sánchez 30' · |

| Allianz Arena, München Tilskuere: 70.000 Dommer: Milorad Mažić (Serbien) |

| 7. marts 2017 20:45 |

| Arsenal     | 1–5     | Bayern München                                                               |
| ----------- | ------- | ---------------------------------------------------------------------------- |
| Walcott 20' | Rapport | - Lewandowski 55' (str.) - Robben 68' - Douglas Costa 78' - Vidal 80', 85' · |

| Emirates Stadium, London Tilskuere: 59.911 Dommer: Anastasios Sidiropoulos (Grækenland) |

Bayern Munich vandt 10–2 sammenlagt.
| 22. februar 2017 20:45 |

| Porto | 0–2     | Juventus                       |
| ----- | ------- | ------------------------------ |
|       | Rapport | - Pjaca 72' - Dani Alves 74' · |

| Estádio do Dragão, Porto Tilskuere: 49.229 Dommer: Felix Brych (Tyskland) |

| 14. marts 2017 20:45 |

| Juventus          | 1–0     | Porto |
| ----------------- | ------- | ----- |
| Dybala 42' (str.) | Rapport |       |

| Juventus Stadium, Turin Tilskuere: 41.161 Dommer: Ovidiu Hațegan (Rumænien) |

Juventus vandt 3–0 sammenlagt.
| 21. februar 2017 20:45 |

| Bayer Leverkusen                  | 2–4     | Atlético Madrid                                                |
| --------------------------------- | ------- | -------------------------------------------------------------- |
| - Bellarabi 48' - Savić 68' (sm.) | Rapport | - Saúl 17' - Griezmann 25' - Gameiro 59' (str.) - Torres 86' · |

| BayArena, Leverkusen Tilskuere: 29.300 Dommer: Willie Collum (Skotland) |

| 15. marts 2017 20:45 |

| Atlético Madrid | 0–0     | Bayer Leverkusen |
| --------------- | ------- | ---------------- |
|                 | Rapport |                  |

| Vicente Calderón, Madrid Tilskuere: 49.133 Dommer: Sergei Karasev (Rusland) |

Atlético Madrid vandt 4–2 sammenlagt.
| 14. februar 2017 20:45 |

| Paris Saint-Germain                            | 4–0     | Barcelona |
| ---------------------------------------------- | ------- | --------- |
| - Di María 18', 55' - Draxler 40' - Cavani 72' | Rapport |           |

| Parc des Princes, Paris Tilskuere: 46.484 Dommer: Szymon Marciniak (Polen) |

| 8. marts 2017 20:45 |

| Barcelona                                                                                           | 6–1     | Paris Saint-Germain |
| --------------------------------------------------------------------------------------------------- | ------- | ------------------- |
| - L. Suárez 3' - Kurzawa 40' (sm.) - Messi 50' (str.) - Neymar 88', 90+1' (str.) - S. Roberto 90+5' | Rapport | Cavani 62' ·        |

| Camp Nou, Barcelona Tilskuere: 96.290 Dommer: Deniz Aytekin (Tyskland) |

Barcelona vandt 6–5 sammenlagt.
| 22. februar 2017 20:45 |

| Sevilla                    | 2–1     | Leicester City |
| -------------------------- | ------- | -------------- |
| - Sarabia 25' - Correa 62' | Rapport | Vardy 73' ·    |

| Ramón Sánchez Pizjuán, Sevilla Tilskuere: 38.834 Dommer: Clément Turpin (Frankrig) |

| 14. marts 2017 20:45 |

| Leicester City                | 2–0     | Sevilla |
| ----------------------------- | ------- | ------- |
| - Morgan 27' - Albrighton 54' | Rapport |         |

| King Power Stadium, Leicester Tilskuere: 31.520 Dommer: Daniele Orsato (Italien) |

Leicester City vandt 3–2 sammenlagt.

## Kvartfinaler
Lodtrækningen blev afholdt den 17. marts 2017. De første kampe blev spillet den 11. og 12. april, og returkampene blev spillet den 18. og 19. april 2017.

### Sammendrag
| Hold 1            | Samlet | Hold 2         | 1. kamp | 2. kamp   |
| ----------------- | ------ | -------------- | ------- | --------- |
| Atlético Madrid   | 2–1    | Leicester City | 1–0     | 1–1       |
| Borussia Dortmund | 3–6    | Monaco         | 2–3     | 1–3       |
| Bayern München    | 3–6    | Real Madrid    | 1–2     | 2–4 (efs) |
| Juventus          | 3–0    | Barcelona      | 3–0     | 0–0       |

### Kampe
| 12. april 2017 20:45 |

| Atlético Madrid      | 1–0     | Leicester City |
| -------------------- | ------- | -------------- |
| Griezmann 28' (str.) | Rapport |                |

| Vicente Calderón, Madrid Tilskuere: 51.423 Dommer: Jonas Eriksson (Sverige) |

| 18. april 2017 20:45 |

| Leicester City | 1–1     | Atlético Madrid |
| -------------- | ------- | --------------- |
| Vardy 61'      | Rapport | Saúl 26' ·      |

| King Power Stadium, Leicester Tilskuere: 31.548 Dommer: Gianluca Rocchi (Italien) |

Atlético Madrid vandt 2–1 sammenlagt.
| 12. april 2017 18:45 |

| Borussia Dortmund          | 2–3     | Monaco                                 |
| -------------------------- | ------- | -------------------------------------- |
| - Dembélé 57' - Kagawa 84' | Rapport | - Mbappé 19', 79' - Bender 35' (sm.) · |

| Westfalenstadion, Dortmund Tilskuere: 65.849 Dommer: Daniele Orsato (Italien) |

| 19. april 2017 20:50 |

| Monaco                                 | 3–1     | Borussia Dortmund |
| -------------------------------------- | ------- | ----------------- |
| - Mbappé 3' - Falcao 17' - Germain 81' | Rapport | Reus 48' ·        |

| Stade Louis II, Monaco Tilskuere: 17.135 Dommer: Damir Skomina (Slovenien) |

Monaco vandt 6–3 sammenlagt.
| 12. april 2017 20:45 |

| Bayern München | 1–2     | Real Madrid        |
| -------------- | ------- | ------------------ |
| Vidal 25'      | Rapport | Ronaldo 47', 77' · |

| Allianz Arena, München Tilskuere: 70.000 Dommer: Nicola Rizzoli (Italien) |

| 18. april 2017 20:45 |

| Real Madrid                              | 4–2     | Bayern München                               |
| ---------------------------------------- | ------- | -------------------------------------------- |
| - Ronaldo 76', 105', 110' - Asensio 112' | Rapport | - Lewandowski 53' (str.) - Ramos 78' (sm.) · |

| Santiago Bernabéu, Madrid Tilskuere: 78.346 Dommer: Viktor Kassai (Ungarn) |

Real Madrid vandt 6–3 sammenlagt.
| 11. april 2017 20:45 |

| Juventus                         | 3–0     | Barcelona |
| -------------------------------- | ------- | --------- |
| - Dybala 7', 22' - Chiellini 55' | Rapport |           |

| Juventus Stadium, Turin Tilskuere: 41.092 Dommer: Szymon Marciniak (Polen) |

| 19. april 2017 20:45 |

| Barcelona | 0–0     | Juventus |
| --------- | ------- | -------- |
|           | Rapport |          |

| Camp Nou, Barcelona Tilskuere: 96.290 Dommer: Björn Kuipers (Holland) |

Juventus vandt 3–0 sammenlagt.

## Semifinaler
Lodtrækningen blev holdt den 21. april 2017. De første kampe blev spillet den 2. og 3. maj, og returkampene spilles den 9. og 10. maj 2017.

### Sammendrag
| Hold 1      | Samlet | Hold 2          | 1. kamp | 2. kamp |
| ----------- | ------ | --------------- | ------- | ------- |
| Real Madrid | 4–2    | Atlético Madrid | 3–0     | 1–2     |
| Monaco      | 1–4    | Juventus        | 0–2     | 1–2     |

### Kampe
| 2. maj 2017 20:45 |

| Real Madrid           | 3–0     | Atlético Madrid |
| --------------------- | ------- | --------------- |
| Ronaldo 10', 73', 86' | Rapport |                 |

| Santiago Bernabéu, Madrid Tilskuere: 77.609 Dommer: Martin Atkinson (England) |

| 10. maj 2017 20:45 |

| Atlético Madrid                   | 2–1     | Real Madrid |
| --------------------------------- | ------- | ----------- |
| - Saúl 12' - Griezmann 16' (str.) | Rapport | Isco 42' ·  |

| Vicente Calderón, Madrid Tilskuere: 53.422 Dommer: Cüneyt Çakır (Tyrkiet) |

Real Madrid vandt 4–2 sammenlagt.
| 3. maj 2017 20:45 |

| Monaco | 0–2     | Juventus           |
| ------ | ------- | ------------------ |
|        | Rapport | Higuaín 29', 59' · |

| Stade Louis II, Monaco Tilskuere: 16.762 Dommer: Antonio Mateu Lahoz (Spanien) |

| 9. maj 2017 20:45 |

| Juventus                         | 2–1     | Monaco       |
| -------------------------------- | ------- | ------------ |
| - Mandžukić 33' - Dani Alves 44' | Rapport | Mbappé 69' · |

| Juventus Stadium, Torino Tilskuere: 40,244 Dommer: Björn Kuipers (Holland) |

Juventus vandt 4–1 samlet.

## Finalen
Finalen spilles den 3. juni 2017 på Millennium Stadium i Cardiff, Wales. "Hjemmeholdet" (af administrative årsager) blev fundet ved en ekstra lodtrækning, der blev afholdt efter lodtrækningen til semifinalerne.
| 3. juni 2017 20:45 CEST |

| Juventus      | 1–4     | Real Madrid                                     |
| ------------- | ------- | ----------------------------------------------- |
| Mandžukić 27' | Rapport | 20', 64' Ronaldo · 61' Casemiro · 90' Asensio · |

| Millennium Stadium, Cardiff Tilskuere: 65.842 Dommer: Felix Brych (Tyskland) |